# Zatomus
Zatomus es un género extinto de Sauropsida, del orden Rauisuchia, que vivió a finales del triásico, entre 225-208 millones de años, en Carolina del Norte.  Estaba clasificado dentro del antiguo orden de los Thecodontia, un tipo de arcosaurios que eran los antepasados de los dinosaurios.